# Uirō
L'uirō (外郎) est une pâtisserie traditionnelle japonaise, faite de farine de riz et de sucre, et cuite à la vapeur. Sa texture est élastique, proche du mochi, et son goût légèrement sucré.
Parmi les saveurs habituellement rencontrées figurent la pâte de haricots azuki, le thé vert (matcha), le yuzu, la fraise et la châtaigne.
Nagoya est célèbre pour ses uirō, mais il existe d'autres versions régionales, de sorte qu'il est possible d'en trouver dans la plupart des salons de thé traditionnels à travers le Japon.